# Сноубординг на зимових Олімпійських іграх 2002 — хафпайп (чоловіки)
Змагання зі сноубордингу в дисципліні хафпайп серед чоловіків на зимових Олімпійських іграх 2002 року відбулись 11 лютого в Парк-Сіті (США).
Попереднього разу американці здобули всі три медалі в чоловічому одиночному розряді фігурного катання на зимових Олімпійських іграх 1956.

## Результати
Змагання з хафпайпу серед чоловіків відбулися 11 лютого 2002 року. Того дня відбулася і кваліфікація, і фінал. У кваліфікації взяли участь 34 сноубордисти, із яких дванадцять найкращих потрапили до фіналу.
У кваліфікаційному раунді кожен сноубордист мав право виконати дві спроби. Незалежно від кількості набраних балів, якщо спортсмен в одній зі спроб посідав одне з перших шести місць, то він потрапляв до фіналу. Якщо спортсмен кваліфікувався в першій спробі, то йому не потрібно було виконувати другу. Так само пройшов і фінал. Дванадцять спортсменів, що кваліфікувались, виконали по дві спроби. Сноубордисти посідали місця згідно з найкращими з двох оцінок.
| Місце | Ім'я                   | Країна    | Квал. 1 | Квал. 2 | К. місце | Фінал 1 | Фінал 2 | Ф. кращий |
| ----- | ---------------------- | --------- | ------- | ------- | -------- | ------- | ------- | --------- |
| 1     | Росс Пауерс            | США       | 33.9    | 42.1    | 9        | 46.1    | 32.0    | 46.1      |
| 2     | Денні Касс             | США       | 36.7    | 42.7    | 8        | 42.5    | 41.5    | 42.5      |
| 3     | Джаррет Томас          | США       | 19.7    | 43.5    | 7        | 33.2    | 42.1    | 42.1      |
| 4     | Джакомо Краттер        | Італія    | 39.8    | -       | 4        | 34.9    | 42.0    | 42.0      |
| 5     | Такахару Накаї         | Японія    | 38.3    | -       | 6        | 38.3    | 40.7    | 40.7      |
| 6     | Томмі Чешин            | США       | 41.8    | -       | 2        | 40.6    | 40.5    | 40.6      |
| 7     | Хейккі Сорса           | Фінляндія | 44.2    | -       | 1        | 36.8    | 40.4    | 40.4      |
| 8     | Маркку Коскі           | Фінляндія | 36.9    | 41.3    | 10       | 39.0    | 25.4    | 39.0      |
| 9     | Тревор Ендрю           | Канада    | 10.8    | 39.4    | 11       | 30.3    | 38.6    | 38.6      |
| 10    | Даніель Франк          | Норвегія  | 39.9    | -       | 3        | 29.2    | 37.4    | 37.4      |
| 11    | Маґнус Стернер         | Швеція    | 32.0    | 39.1    | 12       | 36.6    | 17.9    | 36.6      |
| 12    | Ян Міхаеліс            | Німеччина | 39.7    | -       | 5        | DNS     | 0.2     | 0.2       |
| 13    | Террі Бруннер          | Швейцарія | 36.0    | 37.7    | 13       | -       | -       | -         |
| 14    | Кім Крістіансен        | Норвегія  | 23.3    | 37.0    | 14       | -       | -       | -         |
| 15    | Марсель Гірц           | Швейцарія | 23.8    | 35.9    | 15       | -       | -       | -         |
| 16    | Рісто Маттіла          | Фінляндія | 35.7    | 34.3    | 16       | -       | -       | -         |
| 17    | Марек Сасядек          | Польща    | 18.8    | 34.0    | 17       | -       | -       | -         |
| 18    | Джан Сіммен            | Швейцарія | 34.8    | 33.5    | 18       | -       | -       | -         |
| 19    | Дайсуке Муракамі       | Японія    | 19.4    | 32.7    | 19       | -       | -       | -         |
| 20    | Ксавер Гоффманнn       | Німеччина | 32.3    | 32.6    | 20       | -       | -       | -         |
| 21    | Себастьян Вассоне      | Франція   | 13.5    | 32.1    | 21       | -       | -       | -         |
| 22    | Бретт Карпентьєр       | Канада    | 29.7    | 31.6    | 22       | -       | -       | -         |
| 23    | Ікер Фернандес         | Іспанія   | 31.0    | 31.1    | 23       | -       | -       | -         |
| 24    | Стефан Карлссон        | Швеція    | 29.8    | 30.4    | 24       | -       | -       | -         |
| 25    | Томас Юганссон         | Швеція    | 32.1    | 30.1    | 25       | -       | -       | -         |
| 26    | Деніел Міньйо          | Канада    | 19.2    | 28.7    | 26       | -       | -       | -         |
| 27    | Майк Михальчук         | Канада    | 34.8    | 28.6    | 27       | -       | -       | -         |
| 28    | Жонатан Колломб-Паттон | Франція   | 23.9    | 28.5    | 28       | -       | -       | -         |
| 29    | Кентаро Міявакі        | Японія    | 13.6    | 27.0    | 29       | -       | -       | -         |
| 30    | Туомо Ояла             | Фінляндія | 28.2    | 23.3    | 30       | -       | -       | -         |
| 31    | Галвор Скрамстад Лунн  | Норвегія  | 30.0    | 21.7    | 31       | -       | -       | -         |
| 32    | Даніель Тиркас         | Німеччина | 22.5    | 21.4    | 32       | -       | -       | -         |
| 33    | Матьє Жюстафр          | Франція   | 16.0    | 12.2    | 33       | -       | -       | -         |
| -     | Еспен Арвесен          | Норвегія  | DNS     | DNS     | -        | -       | -       | -         |